# Pseudopata

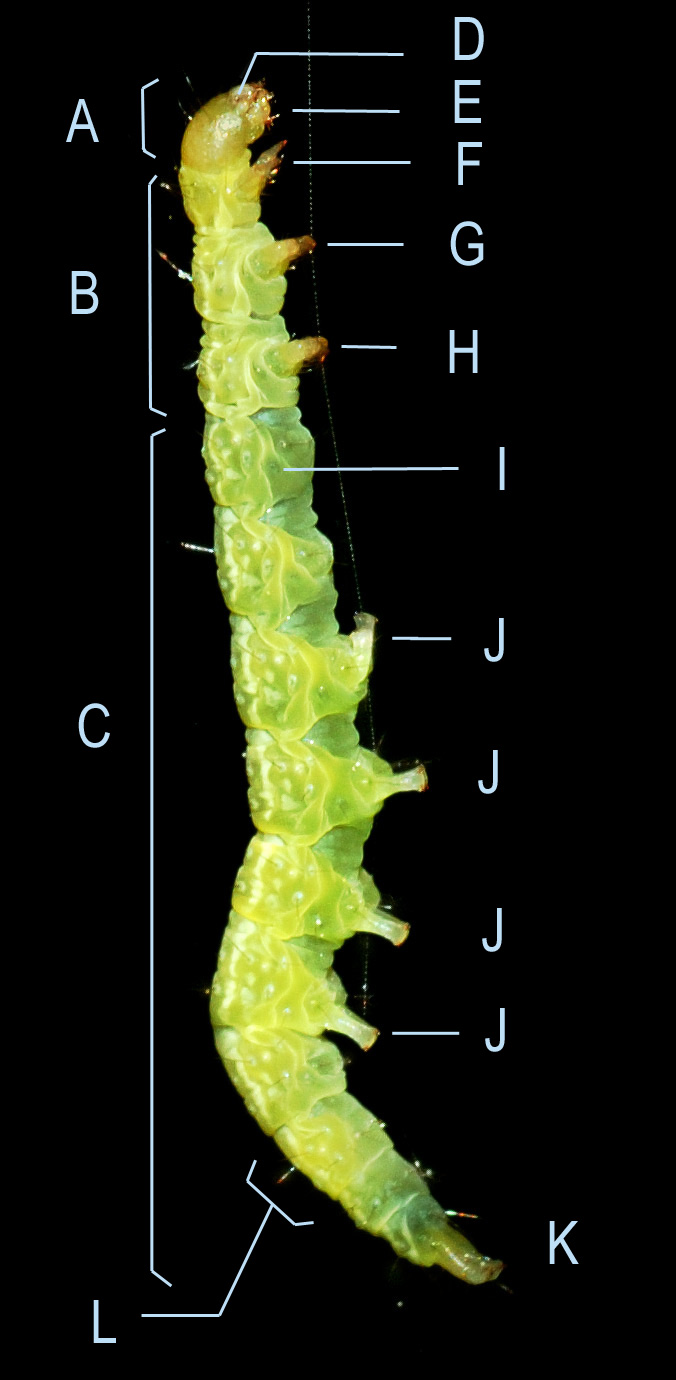
J, pseudopatas medias; K, pseudopata anal. (Las patas verdaderas son F, G y H.)

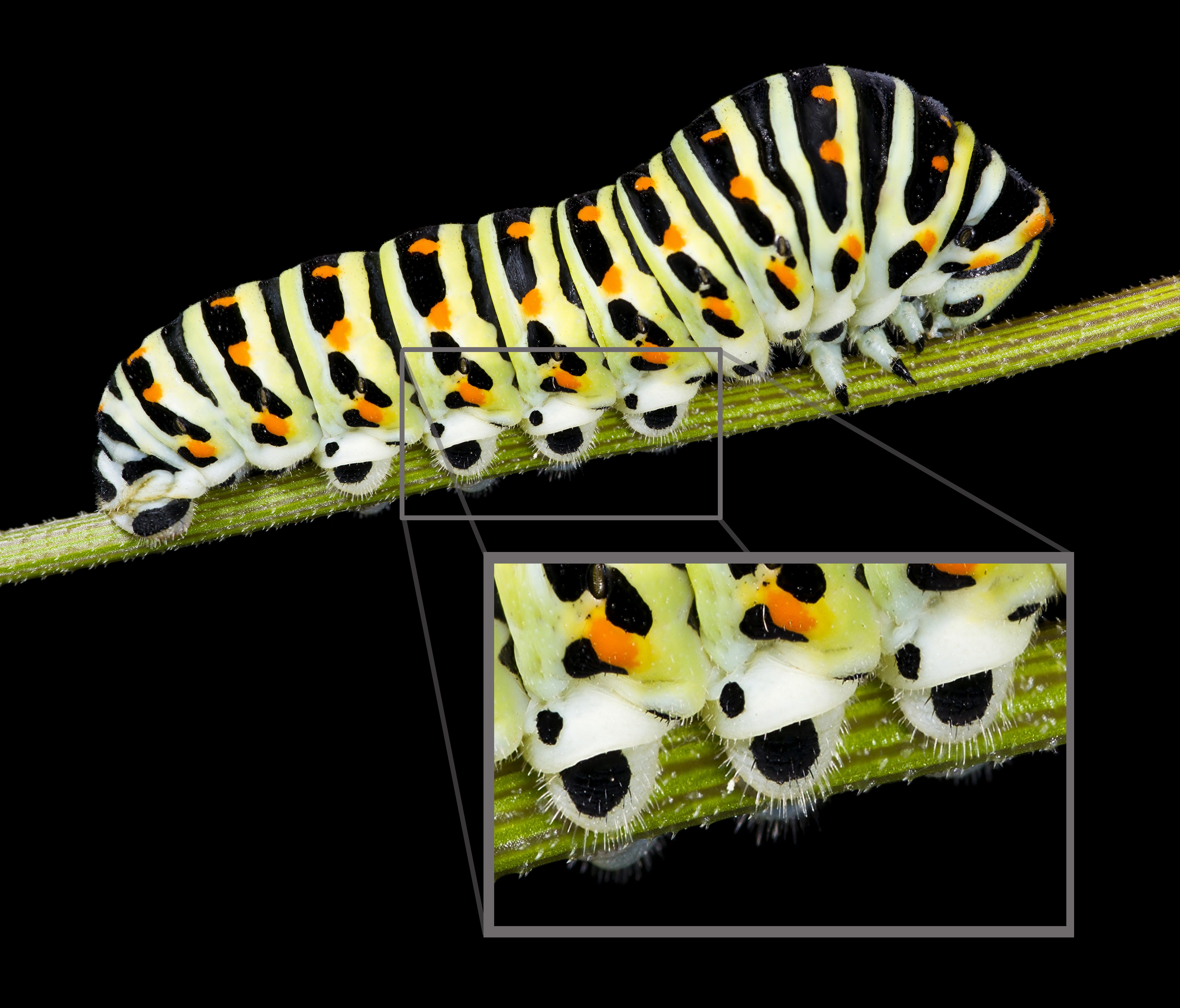
Lepidoptera: Papilio machaon Oruga con 5 pares de pseudopatas

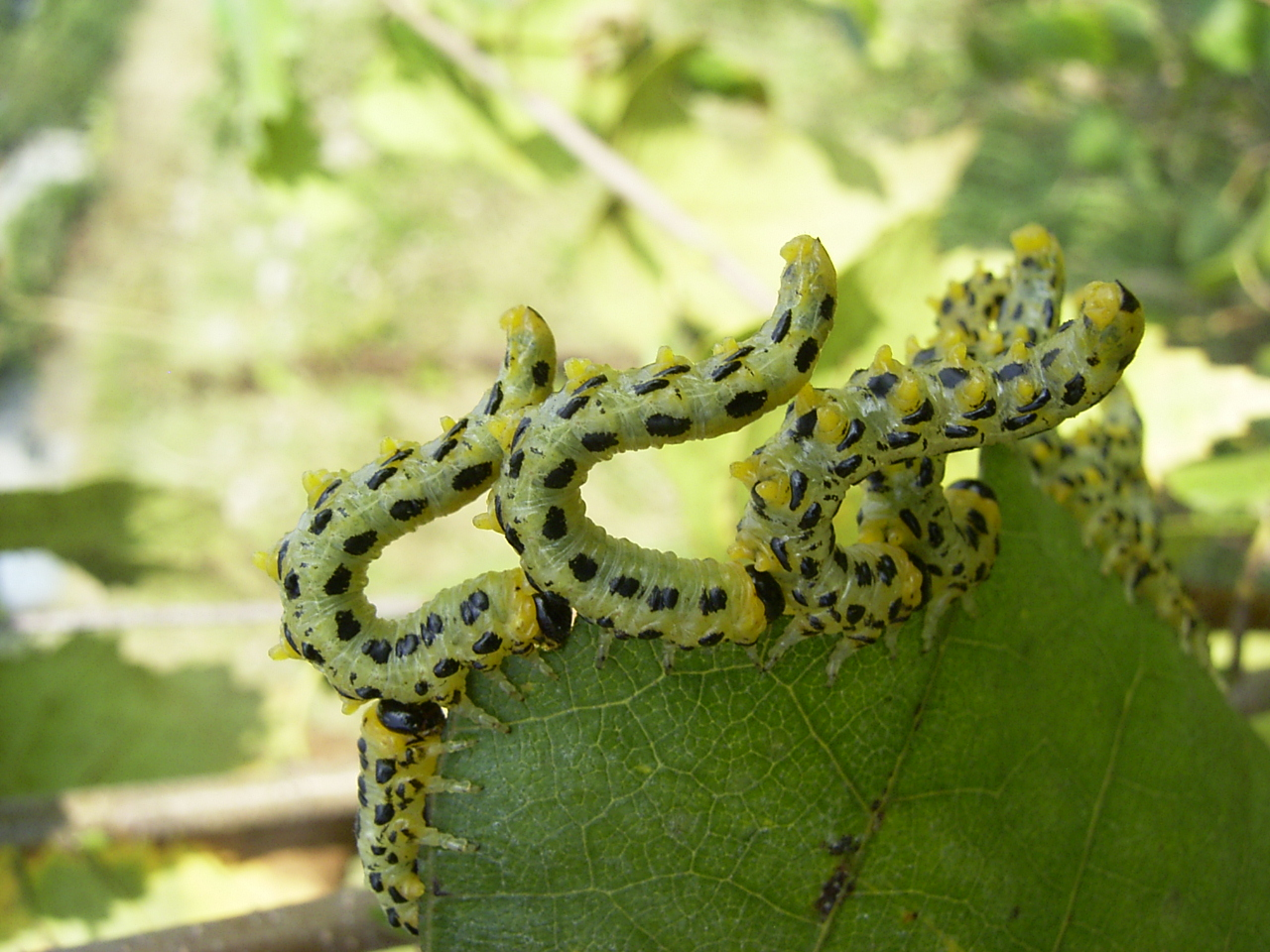
Hymenoptera: Craesus septentrionalis. Orugas con 7 pseudopatas

Una pseudopata, espuripedio o pata falsa  es una estructura carnosa en la superficie ventral del abdomen de ciertas larvas de insectos. Se encuentran en especial en orugas o larvas de Lepidoptera y también en larvas de algunos otros  insectos como Symphita. 
En todos los órdenes en que están presentes, principalmente Hymenoptera y Lepidoptera, las patas falsas parecen haber evolucionado independientemente, o sea son un caso de evolución convergente.
Las pseudopatas de lepidópteros tienen un círculo de pequeños ganchitos. La distribución de estos puede ser útil en la identificación de orugas al nivel de familia. Aunque aun no hay total acuerdo, se considera que no se trata de verdaderas patas, derivadas de apéndices unirramos. No son apéndices articulados (carecen de coxa, trocanter, fémur, tibia y tarso) a diferencia de las patas torácicas de insectos adultos y sus larvas. Las pseudopatas tienen una musculatura limitada, su movimiento es efectuado por un proceso hidráulico.